# Carpe diem!
 Carpe diem! лат. (изговор: карпе дијем). Убери дан. (Хорације)

## Поријекло изреке
Ово је изрекао у посљедњем вијеку старе ере римски лирски пјесник Хорације.

## Тумачење
Искористи сваки дан. Уживај. Не пропуштај вријеме.